# NGC 7612
NGC 7612 (другие обозначения — PGC 71089, UGC 12512, MCG 1-59-50, ZWG 406.68, IRAS23170+0820) — линзообразная галактика (S0) в созвездии Пегас.
Этот объект входит в число перечисленных в оригинальной редакции «Нового общего каталога».